# Silvestre Romeu i Voltà
Silvestre Romeu i Voltà (Sabadell, 16 de febrer de 1867 - Barcelona, 18 de desembre de 1936) fou un fabricant i alcalde de Sabadell.

## Biografia
El fabricant Silvestre Romeu i Voltà, àlies Pa i Ceba, era el propietari d'una part del terreny que ocupa avui el barri de Torre-romeu i amo de la primera edificació de l'indret, la torre Romeu. Va ser alcalde de Sabadell del 19 d'octubre de 1911 a l'11 de desembre de 1913. Durant el seu mandat es va constituir la Junta de Museus i Excavacions, de la qual Romeu fou president mentre estigué al front de l'alcaldia. Prèviament havia exercit de tinent d'alcalde. Fou condecorat amb la Creu del Mèrit Agrícola el 1913. El 1915 era vocal de la Junta d'Aranzels i Valoracions. Com a president de la Unió Industrial, durant un locaut de la majoria de fàbriques de la ciutat de l'any 1910, va pronunciar la frase «Els obrers aguantaran mentre tinguin pa i ceba». D'aquí ve el seu sobrenom.
El 3 d'octubre de 1902 va comprar a Rosa Carrera unes terres d'1,16 hectàrees a la partida del Romau (actual Torre-romeu). La parcel·la incloïa, aproximadament, els actuals carrers del Segre, l'Onyar, el Flamicell i el Francolí. Entre 1903 i 1905 hi va edificar una torre, coneguda de seguida per torre (del) Romeu o Vila Romeu i, més tard, per cal Pa i Ceba. Més tard, la finca degué passar a ser propietat d'uns Turull i cap als anys 50 l'adquirí Segismund Homs Pladevall, que va habitar l'antiga torre fins a enderrocar-la l'any 1970, per edificar-hi de nou.
Al final dels anys 40 a l'actual barri de Torre-romeu hi havia 4 cases: la torre Penedès, cal Segarra, cal Polit i la torre Romeu (anomenada també cal Pa i Ceba). Eren torres d'estiueig on vivia un masover que s'encarregava de les terres. El 1951, després de l'ensulsiada de les coves del Ripoll, l'alcalde Marcet va autoritzar de construir cases a Torre-romeu. És el naixement del barri.